# David Benedicte
David Benedicte (Madrid, 1969). Es un escritor español. Cultiva la poesía, como la novela y el artículo periodístico.

## Biografía
Licenciado en Periodismo por la Universidad Complutense de Madrid. Ha trabajado en distintos medios como los diarios El País y El Mundo, o las revistas GQ y Teleindiscreta. Fue redactor jefe de la revista de programación de Quiero TV. Actualmente es redactor de XLSemanal, el suplemento dominical del Grupo Vocento que se publica con ABC, El Norte de Castilla, La Voz de Galicia y otros periódicos. Está casado y tiene dos hijos.

## Obra literaria
De su primera novela Travolta tiene miedo a morir (Premio Francisco Umbral de Novela Corta), el escritor Francisco Umbral dijo: “...es la mejor obra en su género escrita en España”. Su prosa puede enclavarse dentro del realismo sucio pero con una escritura propia y fuerte, que se enlaza con su poesía consiguiendo que sea uno de los poetas más sólidos de la quinta del 70, como ha dicho el crítico Antonio Crespo Massieu: “metáfora casi herética por su desmesura, el poeta nos habla desde el humor. Un humor ácido, corrosivo, irrespetuoso. Estas son sus armas para transitar por el infierno cotidiano... Poemas irónicos, sarcásticos, crueles, en los que el autor juega con la disposición gráfica y arma pequeños artefactos de poesía visual... Esta mirada lúcida, esta voz propia, estos poemas de rabia y compromiso, este mirar el mundo con la lente deformante del humor y la pasión de la poesía, nos ayudan a ver la realidad”. Su obra ha formado parte de la antología Con Otra Voz: Éxtasis Poético, editada por la Latin Heritage Foundation de Nueva York. Ganador del I Concurso de Haikus Caleteros Fernando Quiñones, convocado por la Fundación que lleva el nombre del poeta gaditano, y del I Certamen de Poesía Bárbara de Braganza de San Fernando de Henares (Madrid). Y en especial ganador del prestigioso 31.er Premio Internacional Ciudad de Badajoz, con su último libro Poemarx.

### Poesía
- Biblia ilustrada para becarios,[7] 2009
- Maremágnum 44, (Mención de Honor Mejor Poemario Revelación Revista Ágora),[8][9] 2012
- Poemarx, (XXXI Premio Internacional de Poesía Ciudad de Badajoz),[10] 2012
- Santa Claus va a rehab,[11] 2013
- Poesía eres tuit,[12] 2014

### Novelas
- Travolta tiene miedo a morir, (I Premio Francisco Umbral de Novela Corta),[13] 1997
- Valium,[14] 2001
- Guía Campsa de cementerios,[15] 2012
- Tiempo muerto para Alí,[16] 2015

### Artículos
Destacan, entre un sinfín de artículos periodísticos, la entrevista al poeta leonés Leopoldo María Panero realizada en el centro psiquiátrico de Tafira (Las Palmas de Gran Canaria) en 2003, para el disco-libro Panero, musicado por Bunbury y Carlos Ann. O su participación como entrevistador y articulista en el libro: Del boom a los recortes. Un cuarto de siglo contado por sus protagonistas. 25 años de XLSemanal, 2012